# Wybory prezydenckie w Niemczech w 1949 roku
Wybory prezydenckie w Niemczech w 1949 roku odbyły się 12 września 1949. Zgodnie z konstytucją prezydenta wybierało Zgromadzenie Federalne złożone z deputowanych Bundestagu oraz w równej liczbie elektorów wybranych przez parlamenty lokalne (Landtagi). Z 804 głosów Theodor Heuss otrzymał 416 głosów. Został wybrany na prezydenta w drugiej rundzie głosowania. 

## Wyniki
| Kandydat                 | Partia      | I tura        | I tura  | II tura       | II tura |
| Kandydat                 | Partia      | Liczba głosów | Procent | Liczba głosów | Procent |
| ------------------------ | ----------- | ------------- | ------- | ------------- | ------- |
| Theodor Heuss            | FDP         | 377           | 46,9    | 416           | 51,7    |
| Kurt Schumacher          | SPD         | 311           | 38,7    | 312           | 38,8    |
| Rudolf Amelunxen         | Centrum     | 28            | 3,5     | 30            | 3,7     |
| Hans Schlange-Schöningen | CDU         | 6             | 0,7     | 2             | 0,2     |
| Karl Arnold              | CDU         | 1             | 0,1     | -             | -       |
| Josef Müller             | CSU         | 1             | 0,1     | -             | -       |
| Alfred Loritz            | bezpartyjny | 1             | 0,1     | -             | -       |

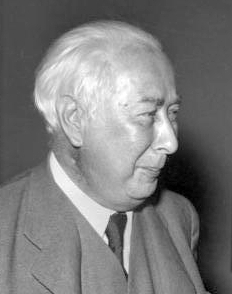
Theodor Heuss – kandydat FDP
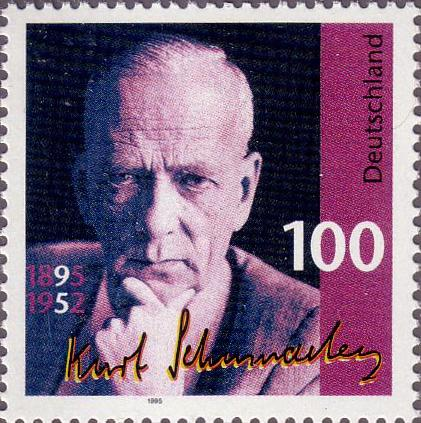
Kurt Schumacher – kandydat SPD
Karl Arnold – kandydat  CDU (były p.o. prezydent Niemiec
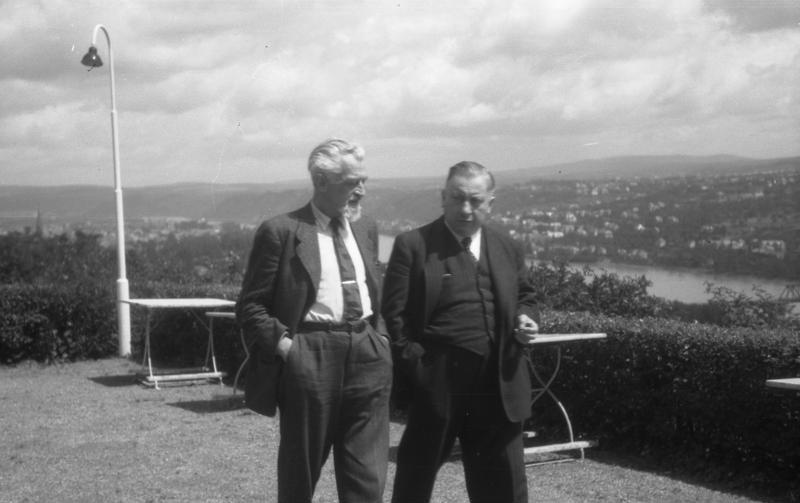
Josef Müller – kandydat CSU